# Lynx (Schützenpanzer)
Der Lynx (altgriechisch λύγξ „Luchs“) ist ein Schützenpanzer, der von dem deutschen Rüstungsunternehmen Rheinmetall entwickelt und produziert wird. Er ist der Oberbegriff für eine Fahrzeugfamilie, die in verschiedenen Größen und Ausführungen gebaut wird. Der Schützenpanzer wurde erstmals 2016 vorgestellt.

## Entwicklung
Die Fahrzeugfamilie Lynx wurde als hochgeschütztes Kettenfahrzeug (KF) konzipiert, das die von Rheinmetall identifizierte Marktlücke füllen sollte: Ein Schützenpanzer für ein breites Spektrum von Einsatzaufgaben.
Der größere Lynx KF41 wurde im Juni 2016 erstmals auf der Rüstungsmesse Eurosatory in Paris der Öffentlichkeit vorgestellt, und zwar in zwei verschiedenen Ausführungen.
Zusätzlich zu der zuvor vorgestellten Konfiguration IFV (Infantry Fighting Vehicle) wurde die Variante eines Führungsfahrzeugs (Command Variant) vorgestellt. Dabei wurde das Fahrzeug an Ort und Stelle von der IFV-Konfiguration in die Konfiguration Command Variant umgebaut.

## Antrieb
Das als Powerpack (Motor und Getriebe als eine Einheit) ausgelegte Triebwerk ist vorne rechts eingebaut. Der Liebherr-Dieselmotor ist entweder mit dem Getriebe Allison X300 series 6F/1R oder einem automatischen Getriebe von Renk verbunden. Der Motor mit Common-Rail-Einspritzung ist mit einem zweistufigen Abgasturbolader und einer zweistufigen Ladeluftkühlung ausgestattet. Die Abgase (rechts) und das Kühlsystem des Motors (links) werden zum hinteren Teil des Fahrzeugs geführt, um die thermischen und akustischen Emissionen zu reduzieren. Das Antriebsrad befindet sich an der Front, das Führungsrad ist rückseitig montiert. Torsionsstäbe federn das aus sechs Laufrollen auf jeder Seite bestehende Fahrwerk. Der Fahrersitz befindet sich vorne links.

## Panzerung
Die Sicherheitsstahl-Panzerung (ballistic steel armour) schützt den Lynx vor Panzerabwehrwaffen, schweren Maschinengewehren, Granatsplittern und Streumunition. Im Innenraum ist Splitterisolierung angebracht, um die Mannschaft vor Splittern zu schützen. Es gibt einen doppelten Boden als Schutz vor Minen und IEDs.
Die Heizung und Kühlung sowie die Filter für nukleare, biologische und chemische Kampfstoffe sind integraler Bestandteil der Klimaanlage.
Zusätzlich kann ein abstandsaktives Schutzsystem installiert werden (Rheinmetalls Active Defence System AMAP-ADS). Eine Anzahl passiver Schutz- und Verteidigungsmaßnahmen ist ebenfalls verfügbar. Zu nennen ist die Nebelmittelwurfanlage Rapid Obscuring System (ROSY), ein Warnsystem für Laser und eine akustische Detektion von Schüssen. Diese sind im Lance-Turm integriert, wenn er mit einem System zur automatischen Zielerfassung und Zielverfolgung ausgerüstet ist.

## Bewaffnung
Das Fahrzeug, das auf der Eurosatory 2016 gezeigt wurde, war mit einem Rheinmetall-Lance-Turm ausgerüstet (ähnlich dem australischen Boxer-Turm), der eine stabilisierte Maschinenkanone im Kaliber 30 mm oder 35 mm tragen kann. Sie kann Ziele bis 3000 m sowohl aus dem Stand als auch aus der Bewegung bekämpfen. Die Kanone wird mit einer externen Stromversorgung betrieben und kann auch Air-Burst-Munition verschießen. Die Hauptwaffe hat einen Höhenrichtbereich zwischen +45˚ und −10˚ sowie eine Kadenz von 200 Schuss pro Minute. Der Turm kann auch manuell betrieben werden, falls die Stromversorgung unterbrochen wurde.
Achsparallel auf der rechten Seite der Hauptbewaffnung befindet sich das neueste Rheinmetall-Maschinengewehr (RMG) 7,62 mm, das die Standardmunition 7,62 × 51 mm NATO verschießt und dessen maximale Kadenz bei 800 Schuss pro Minute liegt. Die Waffe muss mit Strom versorgt werden und verfügt über drei Läufe. Diese können von einem Soldaten ohne Verlassen der Panzerung in weniger als fünf Sekunden gewechselt werden.
Das Fahrzeug kann optional auch mit Panzerabwehrlenkwaffen ausgerüstet werden. Das Fahrzeug der Eurosatory 2016 war mit einem zweifachen Starter für Spike-Panzerabwehrwaffen bestückt. Die der US Army angebotene Version soll mit BGM-71 TOW ausgestattet werden.
Die IFV-Variante des KF41 der Eurosatory 2018 hatte einen neueren Lance-2.0-Turm. Dieser besitzt Montagepunkte auf der rechten und linken Seite, um eine Vielzahl an Erweiterungen montieren zu können.

## Varianten

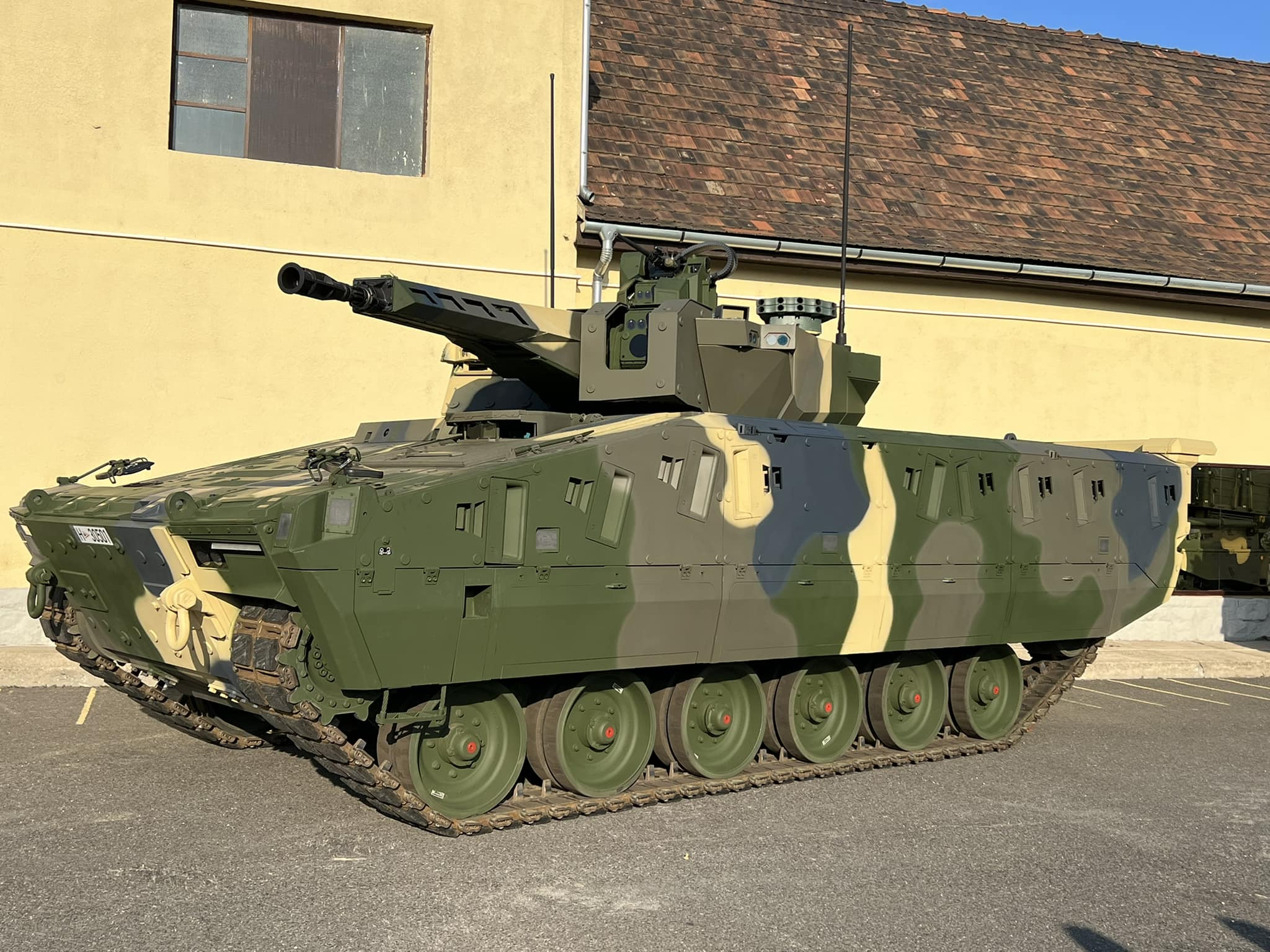
Der allererste in Serie produzierte Lynx KF41 in den Farben der ungarischen Armee

Der Lynx wird in zwei Varianten angeboten, die jeweils als Kommando-, Aufklärungs-, Berge- und Sanitätsfahrzeug konfiguriert werden können.
KF31
Diese Ausführung hat ein Gewicht von 35 Tonnen und ist 7,22 Meter lang. Der KF31 bietet neben seiner dreiköpfigen Besatzung Platz für sechs Infanteristen. Diese Variante wird von einem Motor mit 563 kW (750 PS) angetrieben. Das Fahrzeug erreicht eine Höchstgeschwindigkeit von 65 km/h.
KF41
Diese Ausführung hat ein Gewicht von 44 Tonnen. Ursprünglich war ein Gewicht von 45 Tonnen spezifiziert. Der KF41 bietet neben seiner dreiköpfigen Besatzung Platz für neun Infanteristen. Diese Variante wird von einem 850 kW (1140 PS) leistenden Motor angetrieben. Das Fahrzeug erreicht eine Höchstgeschwindigkeit von 70 km/h.
Eine Besonderheit des Lynx KF41 ist die abnehmbare Wannenabdeckung. Somit kann das Fahrzeug innerhalb weniger Stunden mit einem Hochdach ausgestattet werden, um mehr Platz im Kampfraum zu schaffen.
Auf der KF41-Variante basiert auch der Lynx 120 mit dem modularen Fahrgestell des Lynx und einer 120-mm-Glattrohr-Kanone des Leopard 2. Das Modell ist mit Rheinmetalls Active Defence System AMAP-ADS ausgerüstet sowie vermutlich mit einem automatischen Ladesystem für die Hauptkanone.

## Nutzer
Ungarn – Im August 2020 gaben die Regierung Ungarns und Rheinmetall bekannt, dass sich die ungarischen Streitkräfte für den Lynx als neuen Schützenpanzer entschieden haben. Ungarn ist der erste Staat in der NATO und der EU, der den Lynx einführt. Der Auftrag hat ein Volumen von über zwei Milliarden Euro. Die Produktion soll in Ungarn durch ein deutsch-ungarisches Gemeinschaftsunternehmen erfolgen. Der Auftrag umfasst neben 218 KF41 Lynx mit abstandsaktivem Schutzsystem StrikeShield auch 9 Bergepanzer Büffel sowie die Ausbildung von Soldaten, Training an Simulatoren, Ersatzteillieferungen und Wartungsleistungen. Die ersten 46 Lynx sollen in Deutschland gefertigt werden, die restlichen in Ungarn.
Am 15. Oktober 2022 wurde der erste Serienpanzer Lynx offiziell an die ungarische Armee übergeben.
 Ukraine – Im Frühjahr 2023 hat Rheinmetall bekanntgegeben, zusammen mit der ukrainischen Staatsfirma Ukroboronprom drei Gemeinschaftsunternehmen gründen zu wollen, um die Ukraine im Kampf gegen Russland mit Lynx- sowie Panther-Panzern, Munition und Flugabwehr zu versorgen. Im Januar 2025 wurde ein Fahrzeug vom Typ KF41 an die Ukraine geliefert, um Feldtests durchzuführen, bevor die Serienproduktion beginnt.
 Italien – Das Joint Venture Leonardo Rheinmetall Military Vehicles wird für Italien 1.050 Panzerfahrzeuge auf Basis des Schützenpanzers KF41 Lynx bauen, in fünf Varianten zur Abdeckung von insgesamt 16 Aufgaben. Einschließlich der Beschaffung von 132 Kampfpanzern und 140 davon abgeleiteten Berge-, Brückenlege- und Pionierpanzern auf Basis des KF51 Panther hat der Auftrag eine Laufzeit von 15 Jahren und ein Volumen von rund 20 Milliarden Euro, wovon ein Teil in die Instandhaltung der italienischen Produktionsanlagen fließen soll.

### Weitere mögliche Nutzer
Vereinigte Staaten – Für den Wettbewerb um die Nachfolge des M2/M3 Bradley bei der US Army gründete Rheinmetall Gemeinschaftsunternehmen mit dem US-amerikanischen Konzern Raytheon. Im Erfolgsfall sollen die Panzer in den USA gebaut werden. Der Auftrag soll über 4000 Fahrzeuge umfassen und mit rund 45 Milliarden US-Dollar dotiert sein. Die US Army hat im Juli 2021 fünf Anbieter für die 2. Phase des Wettbewerbes um die Nachfolge des Schützenpanzers Bradley ausgewählt. Neben American Rheinmetall Vehicles sollen Point Blank Enterprises, BAE Systems, General Dynamics Land Systems sowie das Team aus Oshkosh Defense und dem südkoreanischen Hersteller Hanwha in der Phase 2 des Optionally Manned Fighting Vehicle (OMFV)-Programms digitale Entwürfe des neuen Gefechtsfahrzeuges einreichen. Die US Army plant, bis 2027 mit einer Vorserienfertigung des neuen Schützenpanzermodells zu starten.

### Verhandlung gescheitert
Slowakei – Um die alternden Schützenpanzer BMP-2 zu ersetzen, bot Rheinmetall dem slowakischen Heer den Lynx KF41 an. Geplant war, 152 Panzer in einer eigenen Produktionsstätte in der Slowakei zu bauen. Neben Rheinmetall gab auch noch BAE Systems mit dem Combat Vehicle 90 und General Dynamics Land Systems mit dem Ascod ein Angebot an die Slowakei ab. Das slowakische Verteidigungsministerium entschied sich schlussendlich für den Kauf von 152 Schützenpanzern des Typs CV9030 Mk IV.
 Tschechien – Rheinmetall offerierte den Lynx auch den Streitkräften der Tschechischen Republik, die einen Nachfolger für ihre BMP-2-Schützenpanzer suchen. Der Auftrag sollte 210 Fahrzeuge umfassen. Im November 2021 gab das tschechische Verteidigungsministerium jedoch bekannt, dass keines der eingereichten Angebote alle gestellten Anforderungen erfüllt und dementsprechend auch nicht weiter betrachtet werden können. Insgesamt haben drei Unternehmen Angebote abgegeben. Neben Rheinmetall mit dem Schützenpanzer Lynx KF41 hat BAE Systems den Schützenpanzer CV90 und General Dynamics European Land Systems den Schützenpanzer Ascod angeboten.
Im Sommer 2022 bestellte Tschechien schließlich, gemeinsam mit der Slowakei, 210 Fahrzeuge des Typs CV90 Mk IV.
 Australien – Nach der erfolgreichen Platzierung des GTK Boxers für das Beschaffungsprogramm Land 400 Phase 2 der australischen Streitkräfte bot Rheinmetall den Lynx für Phase 3 des Programms an. Im September 2019 wurde bekanntgegeben, dass der Lynx und der AS 21 Redback des südkoreanische Konzerns Hanwha in der Endrunde des Auswahlverfahrens stehen. Rheinmetall hat für die Evaluierung drei Testfahrzeuge geliefert, das gesamte Auftragsvolumen wird auf 1,5 bis 2,3 Milliarden Euro geschätzt. Im Oktober 2021 gab Rheinmetall seine Best and Final Offer (BAFO) ab. Bis in die Jahre 2024/25 wollte das australische Heer eine Anfangsbefähigung (Initial Operating Capability – IOC) und bis 2030/31 die volle Befähigung (FOC) für die neuen Schützenpanzer erreichen. Zum Land-400-Programm Phase 3 gehören auch 17 Unterstützungspanzer. Hierfür hat Rheinmetall sein Lynx Combat Support Vehicle (CSV) entwickelt und vorgestellt, das große logistische Übereinstimmung mit dem Lynx IFV aufweist.
Ende Juli 2023 gab das australische Verteidigungsministerium bekannt, dass die Evaluierung zu Gunsten des AS 21 ausgefallen sei.